# محوطه جو باده
محوطه جو باده مربوط به هزاره ۴ قم است و در شهرستان خمین، بخش مرکزی، دهستان حمزه لو، روستای جوباده واقع شده و این اثر در تاریخ ۲۰ اسفند ۱۳۸۵ با شمارهٔ ثبت ۱۸۰۲۷ به‌عنوان یکی از آثار ملی ایران به ثبت رسیده است.